# Kahemba
Pour les articles homonymes, voir Kahemba (homonymie).
Kahemba est une localité, chef-lieu du territoire éponyme, province du Kwango en république démocratique du Congo.

## Géographie
La localité située sur le plateau Lunda est traversée par la route RP 231 à 593 km au sud-ouest du chef-lieu provincial Kenge.

## Administration
Comme chef-lieu de territoire, la localité a le statut de commune. En 2019, commune de moins de 80 000 électeurs, elle compte 7 conseillers municipaux. Elle est constituée de huit quartiers : Conseil, Kahemba, Kamabanga, Lutshima, Lwapanga, Mobutu, Muloshi et Sukisa.

## Société
La ville est le siège de la paroisse catholique Saint-Augustin de Kahemba fondée en 1953, elle dépend du diocèse de Kikwit.